# Collegio di Chatham and Aylesford
Chatham and Aylesford è un collegio elettorale inglese situato nel Kent rappresentato alla Camera dei comuni del Parlamento del Regno Unito. Elegge un membro del parlamento con il sistema maggioritario a turno unico; l'attuale parlamentare è Tristan Osborne del Partito Laburista, che rappresenta il collegio dal 2024.

## Estensione

Chatham and Aylesford dal 2010 al 2024

- 1997-2010: i ward della Città di Rochester-upon-Medway di Holcombe, Horsted, Lordswood, Luton, Walderslade, Wayfield e Weedswood e i ward del Borough di Tonbridge and Malling di Aylesford, Blue Bell Hill, Burham, Eccles and Wouldham, Ditton, Larkfield North, Larkfield South, Snodland East e Snodland West.
- 2010-2024: i ward del borgo di Medway di Chatham Central, Lordswood and Capstone, Luton and Wayfield, Princes Park e Walderslade e i ward del Borough di Tonbridge and Malling di Aylesford, Blue Bell Hill and Walderslade, Burham, Eccles and Wouldham, Ditton, Larkfield North, Larkfield South, Snodland East e Snodland West.
- dal 2024: i ward del borgo di Medway di Chatham Central and Brompton, Fort Horsted, Fort Pitt, Lordswood and Walderslade, Luton, Princes Park, Rochester East and Warren Wood, Wayfield and Weeds Wood e una piccola parte di Hempstead and Wigmore e i ward del borgo di Tonbridge and Malling di Aylesford North and North Downs, Larkfield, Snodland East and Ham Hill, Snodland West and Holborough Lakes e Walderslade.

Come il nome suggerisce, il collegio si estende dalla città storica di Chatham, che nasce sul Chatham Dockyard, fino allo storico villaggio di Aylesford, nel Kent.

## Membri del parlamento
| Elezione | Elezione | Deputato        | Partito      |
| -------- | -------- | --------------- | ------------ |
|          | 1997     | Jonathan Shaw   | Laburista    |
|          | 2010     | Tracey Crouch   | Conservatore |
|          | 2024     | Tristan Osborne | Laburista    |

## Elezioni

### Elezioni negli anni 2020
| Partito                    | Partito                                           | Candidato                  | Risultati 4 luglio 2024 | Risultati 4 luglio 2024 |
| Partito                    | Partito                                           | Candidato                  | Voti                    | %                       |
| -------------------------- | ------------------------------------------------- | -------------------------- | ----------------------- | ----------------------- |
|                            | Laburista                                         | Tristan Osborne            | 13 689                  | 33,51                   |
|                            | Conservatore                                      | Nathan Gamester            | 11 691                  | 28,62                   |
|                            | Reform UK                                         | Thomas Mallon              | 9 989                   | 24,46                   |
|                            | Verdi                                             | Kim Winterbottom           | 2 504                   | 6,13                    |
|                            | Lib Dem                                           | Nick Chan                  | 2 175                   | 5,33                    |
|                            | Workers                                           | Matt Valentine             | 340                     | 0,83                    |
|                            | Popoli Cristiani                                  | Adedotun Ogundemuren       | 316                     | 0,77                    |
|                            | Social Democratico                                | Steven Tanner              | 141                     | 0,35                    |
|                            |                                                   |                            |                         |                         |
| Iscritti                   | Iscritti                                          | Iscritti                   | 75 109                  | 100,00                  |
| ↳ Votanti (% su iscritti)  | ↳ Votanti (% su iscritti)                         | ↳ Votanti (% su iscritti)  | 40 845                  | 54,38                   |
| ↳ Astenuti (% su iscritti) | ↳ Astenuti (% su iscritti)                        | ↳ Astenuti (% su iscritti) | 34 264                  | 45,62                   |
|                            |                                                   |                            |                         |                         |
|                            | Esito: collegio passa da Conservatore a Laburista |                            |                         |                         |

### Elezioni negli anni 2010
| Partito                    | Partito                                   | Candidato                  | Risultati 12 dicembre 2019 | Risultati 12 dicembre 2019 |
| Partito                    | Partito                                   | Candidato                  | Voti                       | %                          |
| -------------------------- | ----------------------------------------- | -------------------------- | -------------------------- | -------------------------- |
|                            | Conservatore                              | Tracey Crouch              | 28 856                     | 66,58                      |
|                            | Laburista                                 | Vince Maple                | 10 316                     | 23,80                      |
|                            | Lib Dem                                   | David Naghi                | 2 866                      | 6,61                       |
|                            | Verdi                                     | Geoff Wilkinson            | 1 090                      | 2,51                       |
|                            | Alleanza dei Popoli Cristiani             | John Gibson                | 212                        | 0,49                       |
|                            |                                           |                            |                            |                            |
| Iscritti                   | Iscritti                                  | Iscritti                   | 71 642                     | 100,00                     |
| ↳ Votanti (% su iscritti)  | ↳ Votanti (% su iscritti)                 | ↳ Votanti (% su iscritti)  | 43 340                     | 60,50                      |
| ↳ Astenuti (% su iscritti) | ↳ Astenuti (% su iscritti)                | ↳ Astenuti (% su iscritti) | 28 302                     | 39,50                      |
|                            |                                           |                            |                            |                            |
|                            | Esito: collegio confermato a Conservatore |                            |                            |                            |

| Partito                    | Partito                                   | Candidato                  | Risultati 8 giugno 2017 | Risultati 8 giugno 2017 |
| Partito                    | Partito                                   | Candidato                  | Voti                    | %                       |
| -------------------------- | ----------------------------------------- | -------------------------- | ----------------------- | ----------------------- |
|                            | Conservatore                              | Tracey Crouch              | 25 587                  | 57,00                   |
|                            | Laburista                                 | Vince Maple                | 15 129                  | 33,70                   |
|                            | UKIP                                      | Nicole Bushill             | 2 225                   | 4,96                    |
|                            | Lib Dem                                   | Thomas Quinton             | 1 116                   | 2,49                    |
|                            | Verdi                                     | Bernard Hyde               | 573                     | 1,28                    |
|                            | Popoli Cristiani                          | John-Wesley Gibson         | 260                     | 0,58                    |
|                            |                                           |                            |                         |                         |
| Iscritti                   | Iscritti                                  | Iscritti                   | 70 585                  | 100,00                  |
| ↳ Votanti (% su iscritti)  | ↳ Votanti (% su iscritti)                 | ↳ Votanti (% su iscritti)  | 44 963                  | 63,70                   |
| ↳ Astenuti (% su iscritti) | ↳ Astenuti (% su iscritti)                | ↳ Astenuti (% su iscritti) | 25 622                  | 36,30                   |
|                            |                                           |                            |                         |                         |
|                            | Esito: collegio confermato a Conservatore |                            |                         |                         |

| Partito                    | Partito                                   | Candidato                  | Risultati 7 maggio 2015 | Risultati 7 maggio 2015 |
| Partito                    | Partito                                   | Candidato                  | Voti                    | %                       |
| -------------------------- | ----------------------------------------- | -------------------------- | ----------------------- | ----------------------- |
|                            | Conservatore                              | Tracey Crouch              | 21 614                  | 50,18                   |
|                            | Laburista                                 | Tristan Osborne            | 10 159                  | 23,59                   |
|                            | UKIP                                      | Ian Wallace                | 8 581                   | 19,92                   |
|                            | Lib Dem                                   | Thomas Quinton             | 1 360                   | 3,16                    |
|                            | Verdi                                     | Luke Balnave               | 1 101                   | 2,56                    |
|                            | Popoli Cristiani                          | John-Wesley Gibson         | 133                     | 0,31                    |
|                            | TUSC                                      | Ivor Riddell               | 125                     | 0,29                    |
|                            |                                           |                            |                         |                         |
| Iscritti                   | Iscritti                                  | Iscritti                   | 68 587                  | 100,00                  |
| ↳ Votanti (% su iscritti)  | ↳ Votanti (% su iscritti)                 | ↳ Votanti (% su iscritti)  | 43 073                  | 62,80                   |
| ↳ Astenuti (% su iscritti) | ↳ Astenuti (% su iscritti)                | ↳ Astenuti (% su iscritti) | 25 514                  | 37,20                   |
|                            |                                           |                            |                         |                         |
|                            | Esito: collegio confermato a Conservatore |                            |                         |                         |

| Partito                    | Partito                                           | Candidato                  | Risultati 6 maggio 2010 | Risultati 6 maggio 2010 |
| Partito                    | Partito                                           | Candidato                  | Voti                    | %                       |
| -------------------------- | ------------------------------------------------- | -------------------------- | ----------------------- | ----------------------- |
|                            | Conservatore                                      | Tracey Crouch              | 20 230                  | 46,18                   |
|                            | Laburista                                         | Jonathan Shaw              | 14 161                  | 32,33                   |
|                            | Lib Dem                                           | John McClintock            | 5 832                   | 13,31                   |
|                            | BNP                                               | Colin McCarthy-Stewart     | 1 365                   | 3,12                    |
|                            | UKIP                                              | Steve Newton               | 1 314                   | 3,00                    |
|                            | Democratici                                       | Sean Varnham               | 400                     | 0,91                    |
|                            | Verdi                                             | Dave Arthur                | 396                     | 0,90                    |
|                            | Cristiano                                         | Maureen Smith              | 109                     | 0,25                    |
|                            |                                                   |                            |                         |                         |
| Iscritti                   | Iscritti                                          | Iscritti                   | 71 115                  | 100,00                  |
| ↳ Votanti (% su iscritti)  | ↳ Votanti (% su iscritti)                         | ↳ Votanti (% su iscritti)  | 43 807                  | 61,60                   |
| ↳ Astenuti (% su iscritti) | ↳ Astenuti (% su iscritti)                        | ↳ Astenuti (% su iscritti) | 27 308                  | 38,40                   |
|                            |                                                   |                            |                         |                         |
|                            | Esito: collegio passa da Laburista a Conservatore |                            |                         |                         |

### Elezioni negli anni 2000
| Partito                    | Partito                                | Candidato                  | Risultati 5 maggio 2005 | Risultati 5 maggio 2005 |
| Partito                    | Partito                                | Candidato                  | Voti                    | %                       |
| -------------------------- | -------------------------------------- | -------------------------- | ----------------------- | ----------------------- |
|                            | Laburista                              | Jonathan Shaw              | 18 387                  | 43,70                   |
|                            | Conservatore                           | Anne Jobson                | 16 055                  | 38,15                   |
|                            | Lib Dem                                | Debbie Enever              | 5 744                   | 13,65                   |
|                            | UKIP                                   | Jeffrey King               | 1 226                   | 2,91                    |
|                            | Democratici                            | Michael Russell            | 668                     | 1,59                    |
|                            |                                        |                            |                         |                         |
| Iscritti                   | Iscritti                               | Iscritti                   | 70 485                  | 100,00                  |
| ↳ Votanti (% su iscritti)  | ↳ Votanti (% su iscritti)              | ↳ Votanti (% su iscritti)  | 42 080                  | 59,70                   |
| ↳ Astenuti (% su iscritti) | ↳ Astenuti (% su iscritti)             | ↳ Astenuti (% su iscritti) | 28 405                  | 40,30                   |
|                            |                                        |                            |                         |                         |
|                            | Esito: collegio confermato a Laburista |                            |                         |                         |

| Partito                    | Partito                                | Candidato                  | Risultati 7 giugno 2001 | Risultati 7 giugno 2001 |
| Partito                    | Partito                                | Candidato                  | Voti                    | %                       |
| -------------------------- | -------------------------------------- | -------------------------- | ----------------------- | ----------------------- |
|                            | Laburista                              | Jonathan Shaw              | 19 180                  | 48,27                   |
|                            | Conservatore                           | Sean Holden                | 14 840                  | 37,35                   |
|                            | Lib Dem                                | David Lettington           | 4 705                   | 11,84                   |
|                            | UKIP                                   | Gregory Knopp              | 1 010                   | 2,54                    |
|                            |                                        |                            |                         |                         |
| Iscritti                   | Iscritti                               | Iscritti                   | 69 710                  | 100,00                  |
| ↳ Votanti (% su iscritti)  | ↳ Votanti (% su iscritti)              | ↳ Votanti (% su iscritti)  | 39 735                  | 57,00                   |
| ↳ Astenuti (% su iscritti) | ↳ Astenuti (% su iscritti)             | ↳ Astenuti (% su iscritti) | 29 975                  | 43,00                   |
|                            |                                        |                            |                         |                         |
|                            | Esito: collegio confermato a Laburista |                            |                         |                         |

## Risultati dei referendum

### Referendum sulla permanenza del Regno Unito nell'Unione europea del 2016
|             | Collegio              | Lasciare UE % | Rimanere in UE % |
| ----------- | --------------------- | ------------- | ---------------- |
|             | Chatham and Aylesford | 64,7%         | 35,3%            |
| Inghilterra | 53,3%                 | 46,7%         |                  |
| Regno Unito | 51,9%                 | 48,1%         |                  |